# Liu Biao
En aquest nom xinès, el cognom és Liu.
Liu Biao (142 - agost del 208), nom estilitzat Jingsheng (景升), va ser un senyor de la guerra i el governador de la Província Jing durant el període de la tardana Dinastia Han de la història xinesa. Va ser membre del clan familiar dels emperadors de la dinastia Han.